# Woppendorf
Woppendorf ist eine Ortsteil der Gemeinde Hannersdorf  mit 124 Einwohnern (Stand 1. Jänner 2024) im Bezirk Oberwart im Burgenland in Österreich.

## Geografie
Der Ort Woppendorf liegt im Südburgenland 270 Meter über der Meereshöhe.